# Enterrados
 Enterrados  es una película de España filmada en colores dirigida por Luis Trapiello sobre su propio guion que se estrenó el 10 de mayo de 2019 y que tuvo como actores principales a Joaquín Furriel,  Candela Peña,  Manuel Pizarro y  José Antonio Lobato.

## Sinopsis
En una mina de Asturias, Daniel, un oficinista de origen argentino, queda atrapado por azar junto a un grupo de compañeros en el hueco de una galería a 600 metros de profundidad a raíz de un derrumbe.

## Reparto
Participaron en el filme los siguientes intérpretes:
- Joaquín Furriel	...	Daniel
- Candela Peña	...	María
- Manuel Pizarro	...	Soto
- José Antonio Lobato	...	José
- Dimitri Garazha	...	Radek
- Paula Prendes	...	Marga
- Juan Mandli	...	Carlos
- Sandro Cordero	...	Crespo
- Luis Muñiz	...	Luis
- Hugo Huerta	...	Fran
- Pablo Penedo	...	Félix
- Sergio Gayol	...	Sánchez
- Roca Suárez	...	Fermín
- Alberto Rodríguez	...	Berto
- César Gayol	...	Daniel, 5 años
- Mario Rodríguez		...	Daniel, 8 años
- Federico José Faraldo	...	Santos
- Ana Belén León	...	Periodista
- Fee Reega	...	Cantante
- Adrián Conde	...	Taxista

## Comentario
Diego Da Costa en el sitio web cinemagavia opinó:

”… una película que tiene una buena idea, pero que no termina de definirse. El intento de querer crear un entramado profundo y a través de un imaginario complejo, terminan por pasarle factura al no tener un buen desarrollo. Unas interpretaciones que acaban encumbrando a Joaquín Furriel, que es el único que brilla en su trabajo artístico. El guion tiene varios vacíos de sentido y eso acaba por dar un resultado mejorable. Un proyecto que podría haber sido más que interesante. Resultado irregular, pero que entretiene. Un buen acabado técnico y un cuidado de la imagen muy bien trabajado. A nivel técnico no se puede negar que se ha realizado un film más que notable. Una oportunidad aprovechada a medio gas.